# 金属风暴
金属风暴有限公司（Metal Storm Limited，ASX：MST）是一家研究及开发公司，主要从事电子式弹道武器技术，金属风暴一名是其公司名稱亦是其武器技术的名稱。2012年7月20日从澳大利亚证券交易所退市。

## 金属风暴武器发射系统
该武器技术由澳大利亚人迈克·奥维尔发明。“金属风暴”是利用电子化学气点火的技术，可在一秒钟之内发射一万六千发特制的子弹，而且这项技术可以用于任何武器上。